# Alla Capitale!
Alla Capitale! è un film muto italiano del 1916 diretto da Gennaro Righelli.